# Ernst Becht
Pour les articles homonymes, voir Becht.
Ernst Becht (1895 - 1959) est un général allemand de la Seconde Guerre mondiale. À l'OKW, il fut responsable des questions économiques pour le secteur Ouest.

## Biographie
Ernst Becht naît le 24 mai 1895, à Dieuze, en Lorraine annexée, une zone fortement militarisée du Reich allemand. Il s'engage dans l'armée impériale allemande, comme Fahnenjunker-Gefreiter, en juillet 1913. Discipliné, Becht est promu Fahnenjunker-Unteroffizier, en août 1913. Fähnrich, enseigne, en novembre 1913, Becht est promu Leutnant, sous-lieutenant, après un stage à l'académie militaire de Potsdam, en août 1914 dans le 3e régiment ferroviaire. 

### Première Guerre mondiale
Comme officier, Ernst Becht participe, avec son régiment, à des opérations militaires dans les Carpates, puis en Bulgarie. En décembre 1917, il est promu Oberleutnant, premier lieutenant. Il termine la guerre en Belgique, avec ce grade.

### Entre-deux-guerres
Démobilisé, Becht reste pourtant dans l'armée allemande. Il intègre la nouvelle Reichswehr. Hauptmann, capitaine, en février 1926, Ernst Becht est promu Major, commandant, en juillet 1934. Il est promu Oberstleutnant dans la nouvelle Wehrmacht, en janvier 1937. Poursuivant sa carrière, Ernst Becht est promu Oberst, colonel, en juin 1939, à l'Oberkommando der Wehrmacht, l'État-major de l'armée allemande. 

### Seconde Guerre mondiale
Toujours à l'OKW, Ernst Becht est promu Generalmajor, général de brigade, en avril 1942. En 1943, il est nommé responsable à l'OKW du recrutement économique dans les territoires occupés. Versé dans la Führerreserve en août 1943, il est nommé chef du département économique pour le secteur ouest à l'OKW, en mars 1944. Versé de nouveau dans la Führer-Reserve en aout 1944, le général Becht est fait prisonnier le 26 avril 1945.

### Après guerre
Comme la majorité des généraux détenus par les Alliés, le général Becht est libéré en février 1947. Ernst Becht s'éteindra le 1er septembre 1959, à Idar-Oberstein, en Rhénanie-Palatinat, où il est aujourd'hui inhumé.

## Sources
- Generalmajor Ernst Becht sur ihtp.cnrs.fr